# Parafia św. Jakuba Apostoła w Dziewierzewie
 Parafia pod wezwaniem św. Jakuba Apostoła w Dziewierzewie.
Istnieje od 1415 roku. Pierwszym proboszczem był ksiądz Dobrogost (1415–1444). Księgi metrykalne zdeponowane w Archiwum Archidiecezji w Gnieźnie datują się od 1829 roku. W zachowanej dokumentacji brak jest danych o proboszczach parafii sprawujących posługę w latach 1520–1829.
Kościół parafialny został spalony jesienią 1939 roku przez okupanta hitlerowskiego, a potem rozebrany. Po II wojnie światowej parafia otrzymała świątynię poewangelicką, która zbudowana została w 1903 roku.
Konsekracji obecnej świątyni dokonał arcybiskup Henryk Muszyński 3 czerwca 1992 roku.
Miejscowości należące do parafii to: Dziewierzewo, Graboszewo, Górki Zagajne, Miastowice, Rusiec, Żarczyn.

## Grupy parafialne
- ministranci
- lektorzy
- Ognisko Misyjne
- Rodzina Radia Maryja
- Ruch Światło-Życie (Domowy Kościół)
- Stowarzyszenie M.B. Patronki Dobrej Śmierci
- Żywy Różaniec